# Bang (블러의 노래)
〈Bang〉은 영국의 밴드 블러의 곡으로, 1991년 7월 영국에서 싱글 음반으로 발매되었고 훗날 1집 《Leisure》에 수록되었다.
이 곡은 당시 영국의 주류 음악 트렌드였던 매드체스터와 배기 (baggy) 풍 노래에서 전형적으로 사용되던 비트와 탬버린 반주를 활용한 것이 특징이다.

## 뮤직비디오
<Bang>의 뮤직비디오는 윌리 스맥스가 연출하였으며 웨스트런던의 야경 속을 거니는 블러 멤버들의 모습을 담았다. 밤시간대 거리를 지나는 차량의 불빛을 타임랩스 기법으로 촬영하여 잔상을 남기도록 의도했으며, 멤버들의 흑백 연주 영상도 교차 편집하였다. 드러머 데이브 론트리는 역대 블러의 뮤직비디오 중에서 이 때 것이 제일 좋다고 밝히면서 애착을 드러내기도 했다.
뮤직비디오 자체는 음반 발매와 홍보기간 당시 널리 공개되지는 않았고 방송에서 노출되는 경우도 극히 적었다. 하지만 MTV 록스에서 기획한 '블러 탑 40' 리스트 방송에서 26위로 <Bang>을 선정하면서 이 뮤직비디오를 자주 방영하게 되었다.
뮤직비디오 중 그레이엄 콕슨이 기타를 연주하는 장면에서 비틀즈의 <Beatles for Sale>과 밥 딜런의 <Blonde on Blonde> 레코드판이 등장한다. 또 블러 멤버들이 테이블에 앉아 즐기고 있는 보드게임은 스크래블이다.
훗날 데이먼 알반이 시작한 음악 프로젝트 그룹 고릴라즈의 노래 <Tomorrow Comes Today>의 뮤직비디오에서도 런던의 거리 풍경과 센터 포인트 빌딩을 배경으로 연출한 것에서 이 곡과 유사점이 발견된다.

## 발매 정보
1991년 7월 발매 당시 영국 싱글 차트 24위에 그쳤다. 바로 이전 싱글인 <There's No Other Way>가 대박친 것과 비교되는 실망스러운 성적이었다. 이는 곧 블러의 데뷔 시절 전성기가 끝났음을 보여주는 것이기도 했으며, 1994년 싱글 <Girls & Boys>로 다시 인기를 얻기까지 3년의 시간을 보내야 했다.
<Bang>은 블러가 소유권을 거의 갖지 못한 싱글이기도 했는데, <There's No Other Way>의 성적에 만족한 소속사 측에서 또다른 싱글을 준비하라고 요구하여 15분도 채 안 돼서 작곡했다는 후문이다. 이 때문에 <Bang>은 라이브 공연에서 거의 단 한 번도 공연되지 못한 것은 물론, 베스트앨범인 <Blur: The Best of>나 <Midlife: A Beginner's Guide to Blur>에도 수록되지 못했다. 1999년 연간 투어 리허설에서 <Bang>을 연주한 앨릭스 제임스는 "그 노래 연주할 일 다시는 없을 걸요. 그 씨발거, 여지껏 들은 것 중에 최악 아닙니까. 대니 미노그가 <넘버 원> 지에서 '이 주의 구린곡'으로 소개하기까지 했으니"라 인터뷰하기도 했다.

## 트랙리스트
모든 곡은 블러가 작곡했다.
| 7인치 레코드 / 카세트 1. "Bang" – 3:34 2. "Luminous" – 3:13 12인치 레코드 1. "Bang (Extended)" – 4:27 2. "Explain" – 2:44 3. "Luminous" – 3:13 4. "Uncle Love" – 2:31 | CD 1. "Bang" – 3:34 2. "Explain" – 2:44 3. "Luminous" – 3:13 4. "Berserk" – 6:52 |

## 참여 스텝
블러
- 데이먼 알반 – 리드보컬, 프로덕션 ("Luminous", "Berserk", "Uncle Love")
- 그레이엄 콕슨 – 기타, 백보컬, 프로덕션 ("Luminous", "Berserk", "Uncle Love")
- 앨릭스 제임스 – 베이스, 프로덕션 ("Luminous", "Berserk", "Uncle Love")
- 데이브 론트리 – 드럼, 프로덕션 ("Luminous", "Berserk", "Uncle Love")

기타 참여자
- 스티븐 스트리트 - 프로덕션 ("Bang", "Explain")

## 차트 정보
| 차트 순위 (1991년)                       | 최고순위 |
| ---------------------------------------- | -------- |
| 영국 싱글 차트                           | 24위     |
| 미국 댄스 뮤직/클럽 플레이 싱글 (빌보드) | 40위     |